# Claude Pierson
Pour les articles homonymes, voir Pierson.
Claude Pierson, né le 17 novembre 1924 à Paris où il est mort le 18 mars 1997, est un réalisateur français.

## Biographie
Dès la fin des années 1960 Claude Pierson s'oriente vers l'érotisme. En 1972, il réalise  Justine de Sade avec Alice Arno et Chantal Broquet. Après 1975, il tourne essentiellement des films pornographiques qu'il signe sous divers pseudonymes. Il fait tourner Jenny Feeling, Barbara Moose, France Lomay, Cathy Stewart ou Brigitte Lahaie. Il a aussi écrit quatre de ses films et a été producteur.

## Filmographie

### Cinéma

#### Films classiques
- 1963 : Tante Aurore viendra ce soir (court-métrage)
- 1964 : La Femme et la Danse documentaire (court-métrage)
- 1966 : Le Peintre et son modèle documentaire  (court-métrage)
- 1966 : Ils sont nus
- 1969 : À propos de la femme
- 1971 : Une femme libre ou Une fille libre[2]
- 1972 : Justine de Sade
- 1973 : Donnez-nous notre amour quotidien
- 1973 : Ah ! Si mon moine voulait...
- 1974 : Un amour comme le nôtre (comme Andrée Marchand)
- 1976 : La Grande Récré
- 1977 : La Fille à la fourrure
- 1980 : Les Phallocrates

#### Films X
- 1975 : Femmes impudiques (sous le nom d'Andrée Marchand)
- 1975 : J'ai droit au plaisir  (sous le nom d'Andrée Marchand)
- 1975 : Les Goulues (sous le nom d'Andrée Marchand)
- 1976 : Vierges et Débauchées
- 1976 : Couple débutant cherche couple initié  (sous le nom de Caroline Joyce)
- 1977 : La Marquise von Porno  (sous le nom de Carolyne Joyce)
- 1977 : Candides salopes
- 1977 : La Nymphomane perverse (sous le nom de Carolyne Joyce)
- 1977 : Chaleurs intimes  (sous le nom d'Andrée Marchand)
- 1977 : Étreintes déchaînées  (sous le nom d'Andrée Marchand)
- 1977 : Extases impudiques  (sous le nom d'Andrée Marchand)
- 1977 : Les Collégiennes  (sous le nom de  Paul Martin)
- 1977 : Partouzes suédoises (sous le nom de Paul Martin)
- 1978 : Suce-moi, salope (sous le nom de Paul Martin)
- 1978 : Jeunes Filles pour partouzes (sous le nom de Paul Martin)
- 1978 : Jeunes Couples déchaînés (sous le nom de Paul Martin)
- 1978 : Les Petites Salopes (sous le nom de Paul Martin)
- 1978 : Cuisses en délire (sous le nom de Paul Martin)
- 1978 : Bouches expertes (sous le nom de Paul Martin)
- 1978 : Les Aventures des queues nickelées (sous le nom de Paul Martin)
- 1978 : Je veux tout (sous le nom de Paul Martin)
- 1978 : Le Feu à la minette (sous le nom de Paul Martin)
- 1978 : Blondes humides (sous le nom de Paul Martin)
- 1978 : Triple P... (sous le nom de Paul Martin)
- 1978 : Ma femme est une partouzeuse (sous le nom de Paul Martin)
- 1978 : Oh, les petites starlettes!
- 1978 : Langues cochonnes (sous le nom de Paul Martin)
- 1978 : La Fièvre dans la peau (sous le nom de Paul Martin)
- 1979 : Je suis une petite cochonne (sous le nom de Paul Martin)
- 1979 : Confidences d'une jeune mariée (sous le nom de Andrée Marchand)
- 1980 : Bonne à tout faire
- 1981 : Deux Gamines (sous le nom de Carolyn Joyce)
- 1981 : Les petits slips se déchaînent (sous le nom de Andrée Marchand)
- 1981 : Les Fruits de la passion
- 1981 : Rêves intimes
- 1982 : Passions déchaînées (sous le nom d'Andrée Marchand)
- 1982 : Viens, j'ai pas de culotte  (sous le nom d'Andrée Marchand)
- 1982 : Viens jouir avec moi, Caroline  (sous le nom de Caroline Joyce)
- 1982 : Confidences (sous le nom de Caroline Joyce)
- 1983 : Tendre Adolescente (sous le nom d'André Marchand)
- 1985 : French Initiation dans un petit cul de pucelle (sous le nom de Caroline Joyce)
- 1985 : La Baise américaine (sous le nom de Caroline Joyce)
- 1986 : Bien au chaud entre deux petites fesses (sous le nom de Caroline Joyce)

### Télévision
- 1964 : Bayard série télévisée